# Thung lũng Elbe ở Dresden
Thung lũng Elbe ở Dresden là một cảnh quan văn hoá, một di sản thế giới cũ trải dài dọc theo thung lũng sông Elbe ở Dresden, thủ phủ của bang Sachsen, Đức. Thung lũng kéo dài khoảng 20 kilômét (12 mi) đi qua lưu vực Dresden này là một trong hai cảnh quan văn hóa lớn được xây dựng qua nhiều thế kỷ dọc theo sông Elbe ở Trung Âu cùng với Vương quốc vườn Dessau-Wörlitz nằm ở hạ lưu.
Với các giá trị về cảnh quan và kiến trúc của nó, bao gồm khu đô thị Dresden cũng như các bờ sông và sườn núi tự nhiên, thung lũng Elbe đã được UNESCO đưa vào danh sách Di sản thế giới vào năm 2004. Tuy nhiên vào tháng 7 năm 2006, nó đã bị liệt vào danh sách di sản thế giới bị đe dọa và cuối cùng bị hủy bỏ danh hiệu này vào tháng 6 năm 2009, trong quá trình xây dựng cầu Waldschlösschen bắc qua sông.

## Mô tả

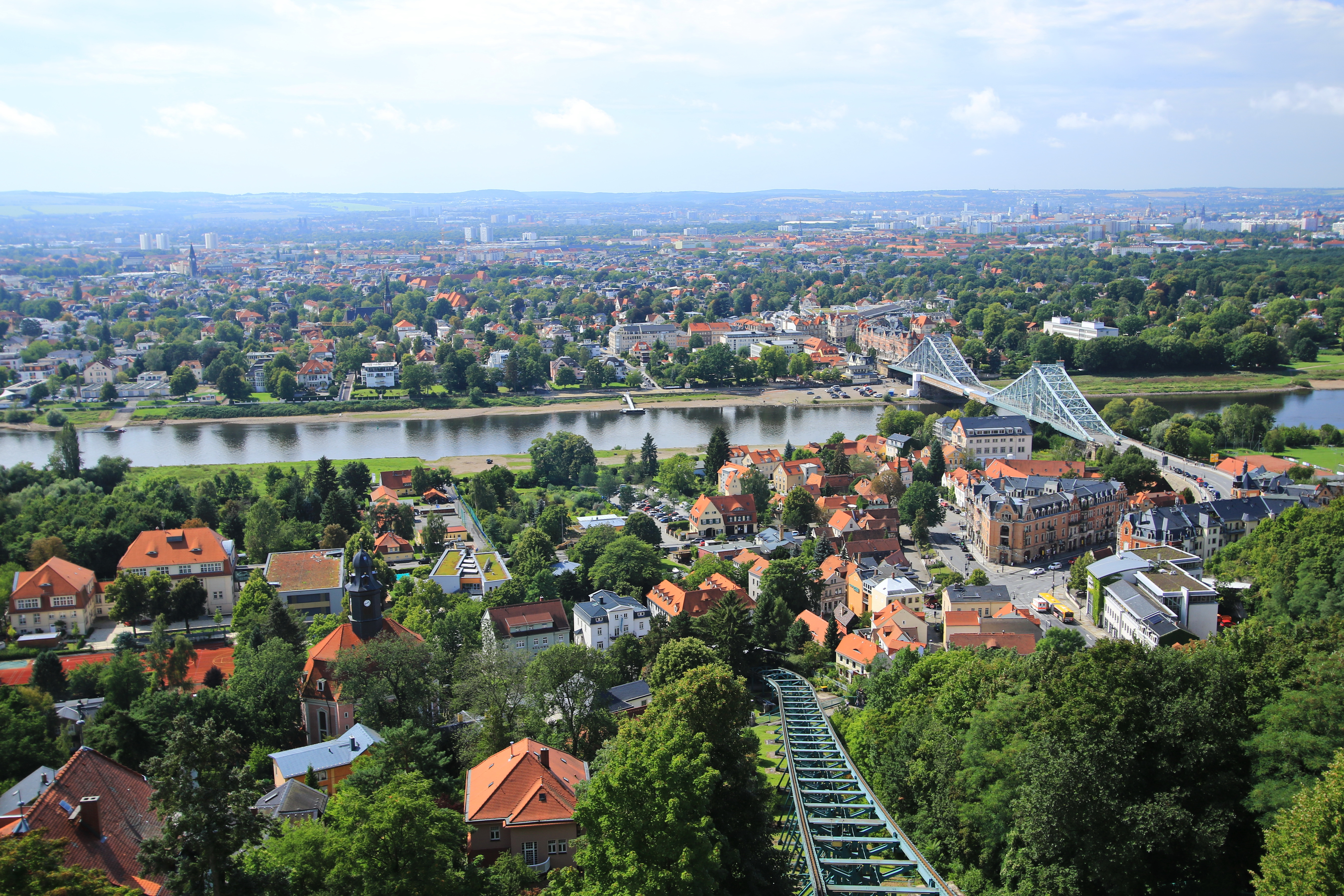

Cảnh quan văn hóa bao gồm khu vực đô thị Dresden dọc theo đoạn uốn khúc của sông Elbe, trải dài từ Loschwitz ở phía đông nam đến đồng bằng Ostragehege ở phía tây bắc. Các sườn núi Elbe là nơi có những khu rừng của Dresden Heath và vùng đồi và đất cao của Tây Lusatia ở phía đông bắc, giúp bảo vệ thung lũng trước những cơn gió khắc nghiệt, giúp nhiệt độ dao động hàng năm từ 9,3 đến 10 °C, thích hợp cho nghề trồng nho, với vùng rượu vang Sachsen nổi tiếng. Các bờ sông Elbe được đặc trưng bởi những đồng cỏ mở không có bất kỳ việc phát triển xây dựng nào do lũ lụt thường xuyên xảy ra. Cảnh quan là một khu vực bảo tồn theo chỉ thị về môi trường được thông qua bởi Cộng đồng Kinh tế châu Âu năm 1992 bao gồm nhiều khu bảo tồn nhỏ hơn.
Các khu định cư và kiến trúc ở Thung lũng Elbe phản ánh sự phát triển của Dresden với vai trò là nơi ở của những người Sachsen từ thời kỳ Phục hưng. Các điểm tham quan nổi tiếng bao gồm cung điện Albrechtsberg trên sườn núi phía bắc; Pillnitz với lâu đài và làng cổ; các công trình kỹ thuật như cầu Loschwitz ở Blasewitz, đường xe lửa treo Dresden, đường sắt cáp treo Dresden hay nhà máy sản xuất thuốc lá Yenidze. Xung quanh Sân hiên Brühl được coi là "ban công của châu Âu" nằm tại trung tâm lịch sử của thành phố Dresden là một loạt các công trình nổi tiếng như nhà thờ Dresden Frauenkirche, nhà hát opera Semperoper, tổ hợp cung điện và vườn Zwinger, lâu đài Dresden, nhà thờ chính tòa Dresden, nhà thờ tòa án Công giáo, học viện Mỹ thuật Dresden hay bảo tàng Albertinum. Ở phía hữu ngạn của sông Elbe là Innere Neustadt với khu chính phủ xung quanh tòa nhà Chính phủ Sächsische Staatskanzlei và cung điện Nhật Bản. Các tòa nhà mới được xây dựng gần đây như Giáo đường Do Thái và Tòa nhà Quốc hội Sachsen hoàn thiện thêm bức tranh. Các phần của khu vực như Blasewitz là các vùng ngoại ô lịch sử.

## Gỡ bỏ danh sách Di sản thế giới

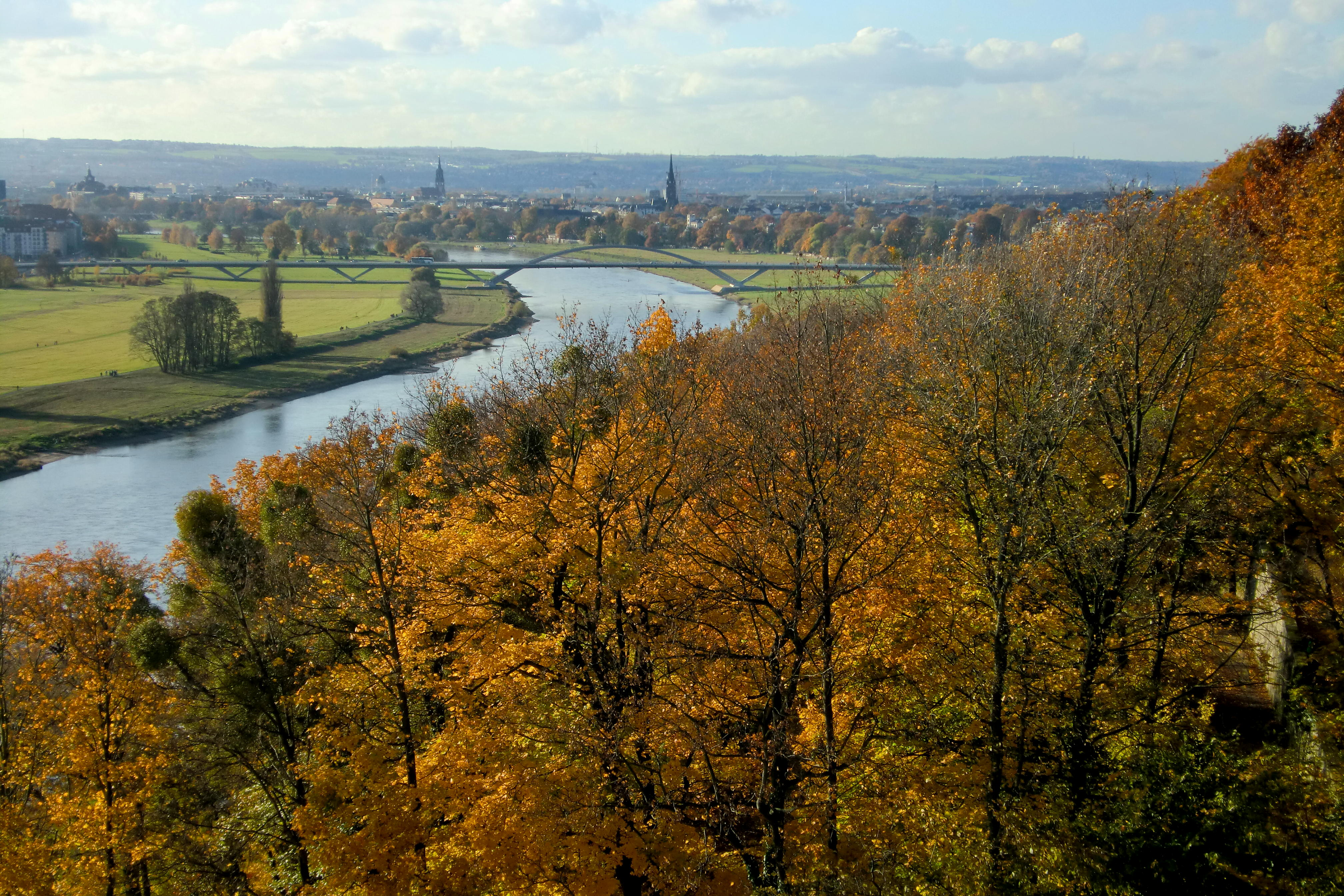
Thung lũng Elbe với cây cầu Waldschlösschen.

Kế hoạch xây dựng cầu Waldschlösschen bốn làn xe bắc qua thung lũng đã gây tranh cãi. Năm 2006, Ủy ban Di sản thế giới của UNESCO đưa thung lũng Elbe ở Dresden vào danh sách di sản thế giới bị đe doạ. Ủy ban xác định rằng, kế hoạch xây dựng một cây cầu bắc qua sông Elbe sẽ có tác động nghiêm trọng đến tính toàn vẹn của cảnh quan di sản đến nỗi nó có thể không còn xứng đáng nằm trong danh sách Di sản thế giới. Do đó quyết định xếp nó vào Danh sách di sản thế giới bị đe dọa với mục đích để chính quyền thành phố xem xét một cách thận trọng, và uỷ ban sẽ xóa địa điểm này khỏi Danh sách Di sản thế giới vào năm 2007 nếu các kế hoạch xây dựng cây cầu được thực hiện.
Mặc dù cây cầu đã được phê duyệt trong một cuộc trưng cầu dân ý vào năm 2005, hội đồng thành phố đã quyết định vào ngày 20 tháng 7 năm 2006 để dừng việc mời thầu xây dựng cây cầu. Tuy nhiên, sau một số quyết định của tòa án, thành phố buộc phải bắt đầu xây dựng cây cầu vào cuối năm 2007 cho đến khi các phiên tòa tiếp theo có thể được tổ chức vào năm 2008.
Vào tháng 7 năm 2008, Ủy ban Di sản thế giới của UNESCO đã quyết định vẫn giữ thung lũng Elbe ở Dresden trong danh sách Di sản thế giới với hy vọng rằng, việc xây dựng sẽ được dừng và khôi phục lại tính toàn vẹn của cảnh quan. Nếu không có tiến triển, nó sẽ bị xóa khỏi Danh sách Di sản thế giới vào năm 2009. Vào tháng 6 năm 2009, tại phiên họp thường niên ở Sevilla, Ủy ban Di sản thế giới đã quyết định trong một cuộc bỏ phiếu để tước danh hiệu Di sản thế giới của Thung lũng Elbe ở Dresden.